# Pawieł Anisimow
Pawieł Pietrowicz Anisimow (ros. Па́вел Петро́вич Ани́симов, ur. 1928, zm. 2001) – radziecki polityk.

## Życiorys
W 1952 ukończył Kazański Instytut Lotniczy, od 1952 był członkiem KPZR, 1953-1955 pracował jako inżynier w fabryce im. Żdanowa w Leningradzie. Od 1955 funkcjonariusz partyjny, 1961-1964 I sekretarz Kirowskiego Komitetu Rejonowego KPZR w Leningradzie i kierownik wydziału Komitetu Obwodowego KPZR w Leningradzie, 1964-1968 sekretarz Komitetu Miejskiego KPZR w Leningradzie, 1968-1973 w aparacie KC KPZR. 1973-1979 II sekretarz KC Komunistycznej Partii Armenii, 1979-1991 zastępca przewodniczącego Państwowego Komitetu Planowania (Gospłanu) ZSRR. Deputowany do Rady Najwyższej ZSRR 9 i 10 kadencji. Pochowany na Cmentarzu Dońskim w Moskwie.